# Ulaan-Uul
Ulaan-Uul (mongoliska: Улаан-Уул, Улаан-Уул Сум, Ulaan-Uul Sum) är ett distrikt i Mongoliet.   Det ligger i provinsen Chövsgöl, i den nordvästra delen av landet, 600 km nordväst om huvudstaden Ulaanbaatar.